# Savo-szigeti tengeri csata
A Savo-szigeti tengeri csatát az amerikai és a japán haditengerészet vívta a második világháború csendes-óceáni hadszínterén 1942. augusztus 9-én. Az ütközet japán sikerrel ért véget, és hozzájárult a Guadalcanalon harcoló amerikai tengerészgyalogosok elszigeteléséhez.

## A japánok
Miután az amerikaiak partra szálltak Guadalcanalon, a Csendes-óceán déli részére vezényelt japán 8. Flotta (第八艦隊, Daj-hacsi Kantaj) parancsnoka, Mikava Gunicsi (1888-1981) altengernagy úgy határozott, hogy éjszakai ütközetre különlgesen kiképzett egységeivel megtámadja a szövetségesek szállítóhajóit. Kötelékét öt nehézcirkáló a Takao osztályú zászlóshajó, a Csokai, az Aoba osztályú Aoba és Kinugasza, a Furutaka osztályú Furutaka és Kako, két kis méretű könnyűcirkáló, a Jubari és a Tenriju és egyetlen romboló a Janagi alkotta.  Hajói, a szövetségesekkel ellentétben nem rendelkeztek radarberendezéssel. A  8. Flotta augusztus 8-án futott ki Rabaulból. Addig hajóztak dél felé Bougainville keleti partjai mellett, amíg meg nem szaporodtak az amerikai légitámadások. Ezután visszafordultak, majd újabb irányváltásokkal ismét Guadalcanal felé haladtak.

## A szövetségesek
Az amerikai inváziós erő a Lunga Pointtól keletre szállt partra Guadalcanalon, valamint Tulaginál, egy jó horgonyzóhelynél, nagyjából 22 kilométerre északra. A part Lunga Pointtól nyugatra tart az Esperance-fokig, attól északkeletre helyezkedik el a Savo-sziget. Az amerikai csapatokat eredetileg Frank Jack Fletcher (1885-1973) altengernagy repülőgép-hordozói fedezték, de augusztus 8-án a tengernagy engedélyt kért, hogy visszavonulhasson üzemenyagot vételezni. Este megkapta az engedélyt. A légi fedezet nélkül az inváziós flotta is visszavonulásra készült.
A partraszállát amerikai csapatokat és a hídfőt a tengerről Sir Victor Crutchley (1893-1986) brit ellentengernagy vegyes amerikai-ausztrál hadihajókból álló Task Force 62.2 nevű hajóraja fedezte. A kötelék a következő egységekből állt: a Királyi Ausztrál Haditengerészet (Royal Australian Navy) három cirkálója, köztük a brit County osztály Kent alosztályába tartozó két nehézcirkáló, az HMAS Australia, mint zászlóshajó, az HMAS Canberra, és a brit Leander osztály Perth alosztályába tartozó HMAS Hobart könnyűcirkáló. Továbbá négy amerikai nehézcirkáló, a Northampton osztályú USS Chicago (CA-29), a New Orleans osztályú USS Astoria (CA-34), USS Quincy (CA-39) és USS Vincennes (CA-44), a USS San Juan (CL-54) légvédelmi könnyűcirkáló és 15 romboló. A szövetséges egységek jelentős része azonban nem vett részt közvetlenül a csatában.
Habár az amerikaiak észlelték a közeledő japán hajókat, félreértelmezték céljukat, és úgy gondolták, hogy japán légitámadás várható augusztus 9-én hajnalban. A USS Vincennes nehézcirkáló, a USS Quincy nehézcirkáló és USS Astoria nehézcirkáló észak felé tartott, hogy a Savo- és a Florida-sziget között vegyen fel pozíciót, miközben a Savo-szigettől déli vizeken az ausztrál HMAS Canberra nehézcirkáló és a USS Chicago nehézcirkáló járőrözött.

## A csata

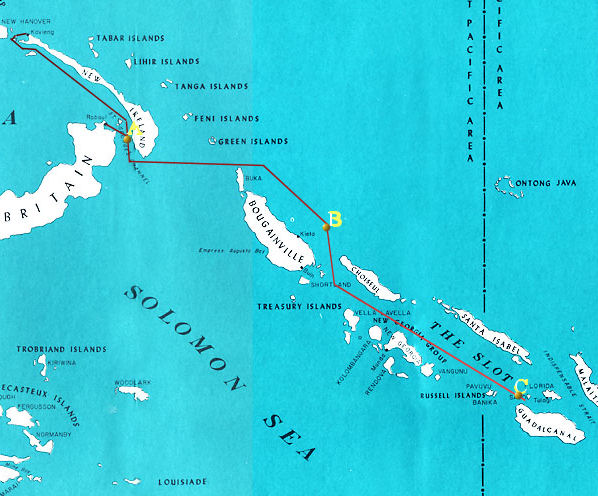
A japán előrehaladás térképe

Az amerikaiakat váratlanul érte Mikava tengernagy támadása a korai órákban. Felderítő repülőit ugyan éjfélkor megpillantották, de saját gépnek gondolták. A USS Blue (DD-387) és a USS Ralph Talbot (DD-390) rombolók a Savo-szigettől északnyugatra járőröztek, de a japánoknak sikerült elsiklaniuk mellettük hajnali egy órakor, és az Esperance-fok felé tartottak. Fél óra múlva meglátták az HMAS  Canberra nehézcirkálót és a USS Chicago-t, és 1.38-kor tüzet nyitottak. Az HMAS  Canberra találatot kapott és kigyulladt. Egész éjjel égett, végül egy amerikai torpedó süllyesztette el. A USS Chicago szintén megsérült, de sikerült nyugati irányban elhagynia a csatateret. A japánok ekkor észak felé tartottak, a USS Vincennes, USS Quincy és USS Astoria nehézcirkálók felé.
A USS Vincennes-re 1.55-kor bukkantak rá a japánok, és lőni kezdték. A hajó kigyulladt és leállt. A USS Vincennes legalább 57 találatot kapott, és 2.30-kor már nyilvánvalóan süllyedt. Az utolsó tengerész 2.40-kor hagyta el a hajót, amelyet tíz perccel később elnyelt a tenger. A nehézcirkálók sorában a USS Quincy volt a második, és szintén súlyosan megrongálódott a japán tűzben. A japán hajók tüzet nyitottak a USS Astoria nehézcirkálóra is, amely viszonozta azt. Az első négy japán sortűz nem talált, de az ötödik igen. Az Astoria utolsó sortüze eltalálta a Csokai cirkálót, de néhány perc múlva leállt. A tűzoltó brigádok egész éjszaka dolgoztak, miközben a USS Bagley (DD-386) romboló a sebesülteket mentette. A hajót csak délben hagyták el, és 12.15-kor a USS Astoria elsüllyedt. A japánok 2.25-kor beszüntették a tüzet, és visszavonultak északnyugat felé. Menet közben megtámadták, és súlyosan megrongálták a USS Ralph Talbot rombolót. Augusztus 10-én az amerikai S-44 tengeralattjáró elsüllyesztette a Kako nehézcirkálót.

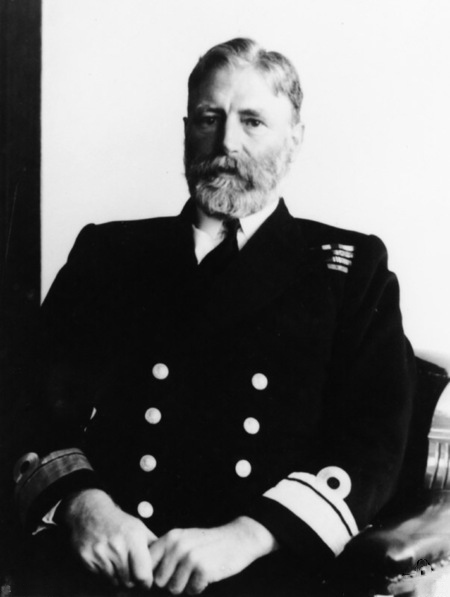
Sir Victor Crutchley brit ellentengernagy, később tengernagy, a szövetséges amerikai-ausztrál hajóraj parancsnoka a savo-szigeti csatában.
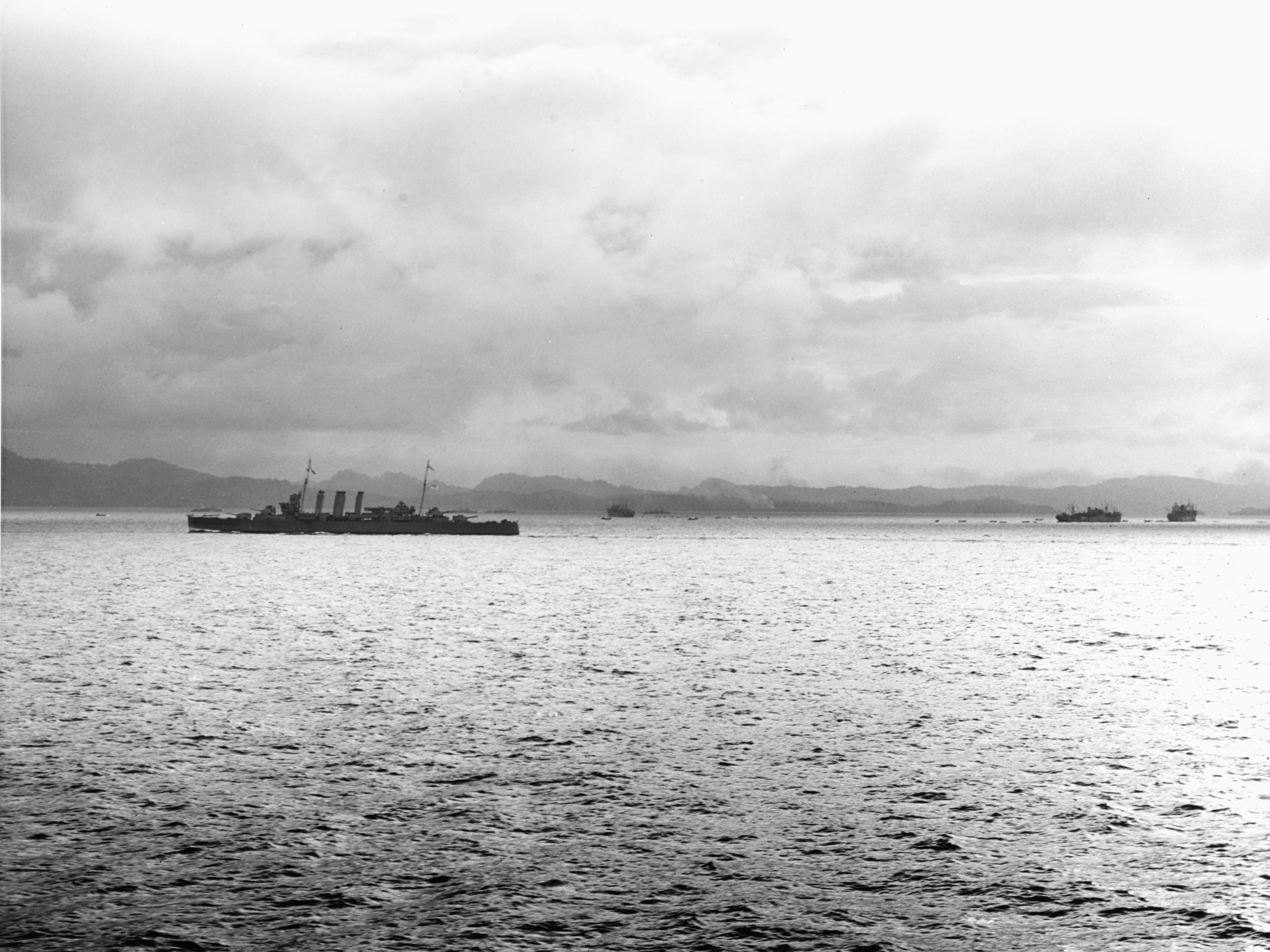
Az HMAS Canberra nehézcirkáló Tulagi szigete előtt, 1942. augusztus 7-én.
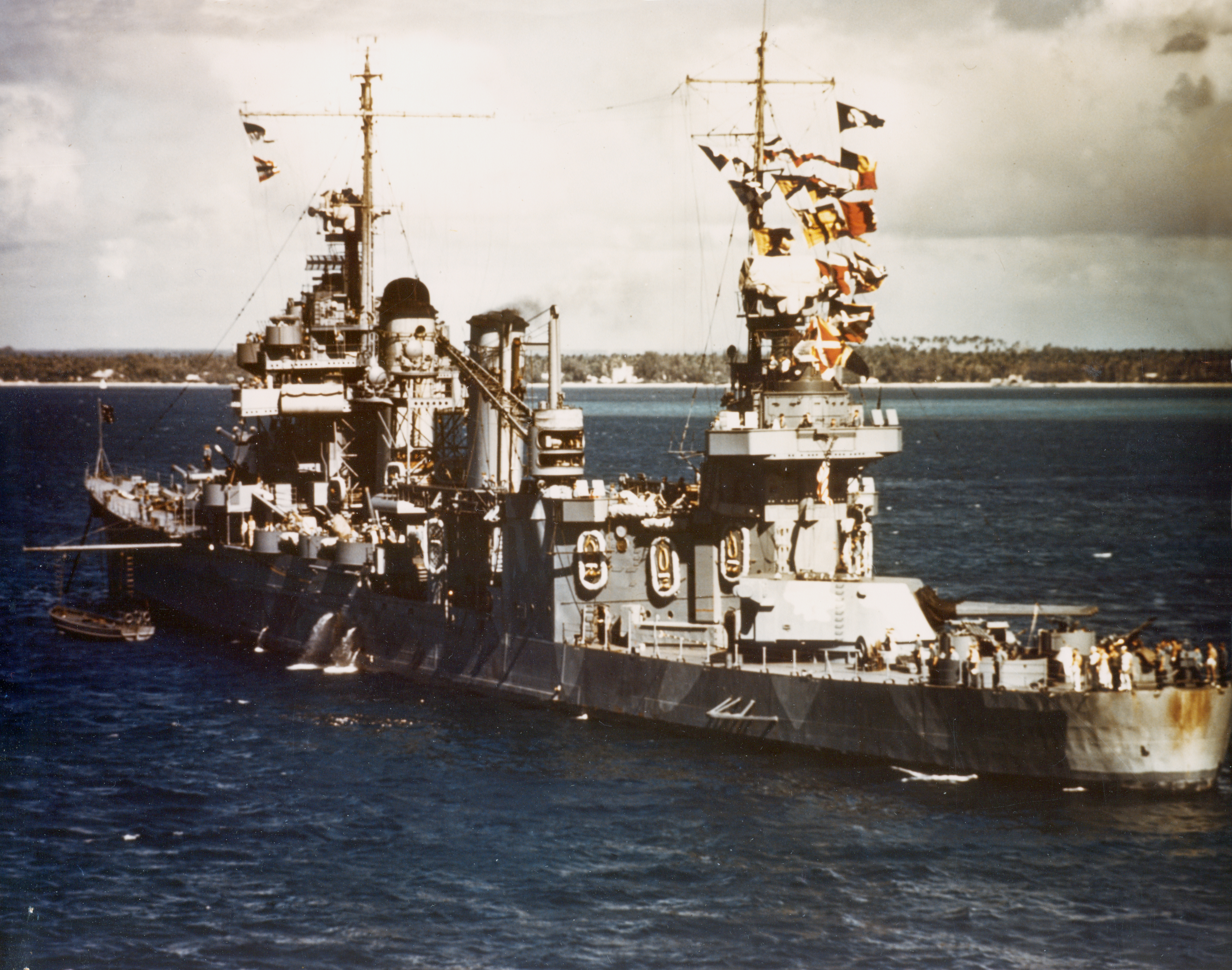
A USS Quincy nehézcirkáló röviddel a csata előtt, 1942. augusztus 8-án.
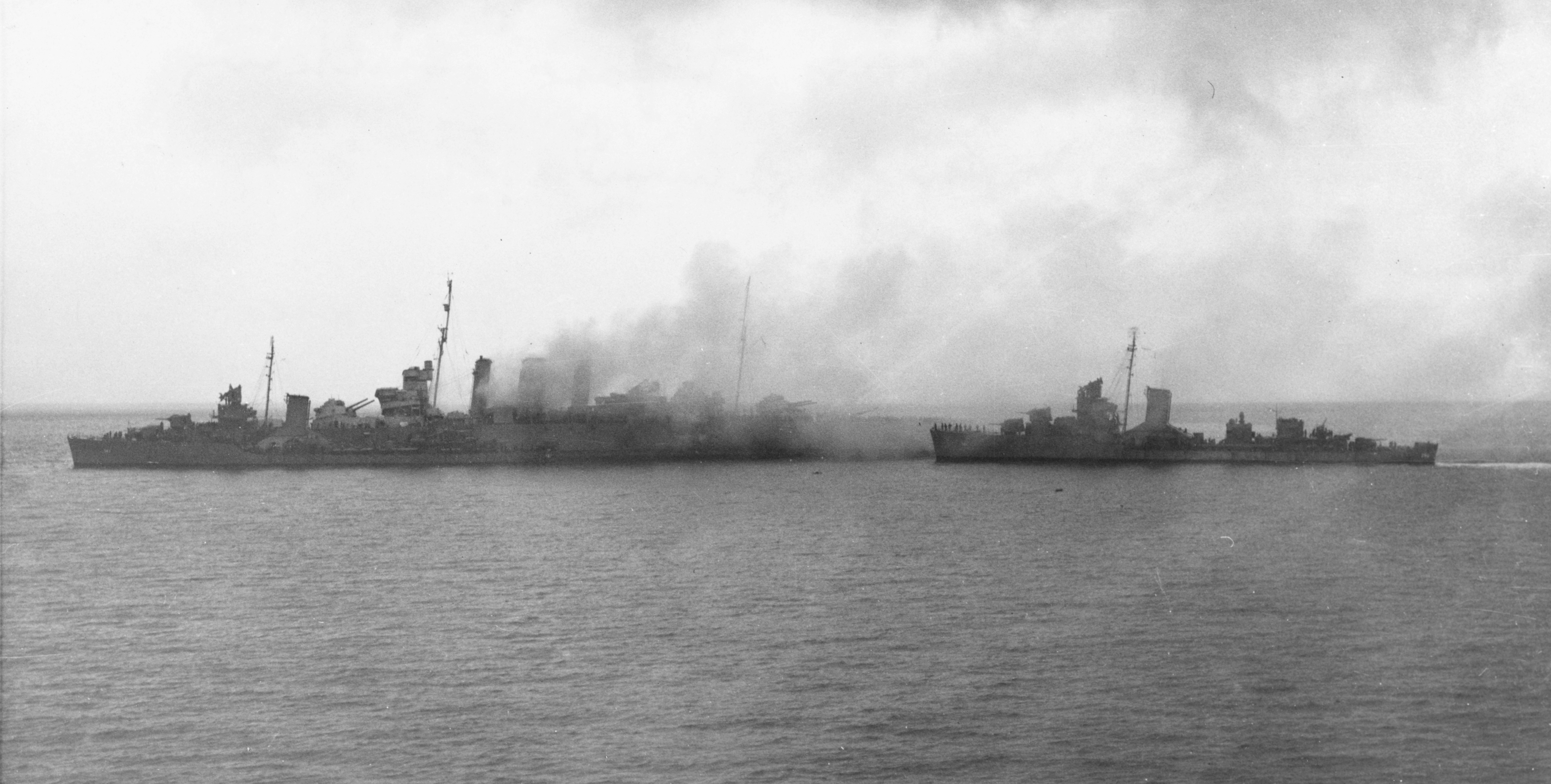
A USS Blue és a USS Patterson amerikai rombolók a süllyedő HMAS Canberra ausztrál nehézcirkáló legénységének mentése közben.
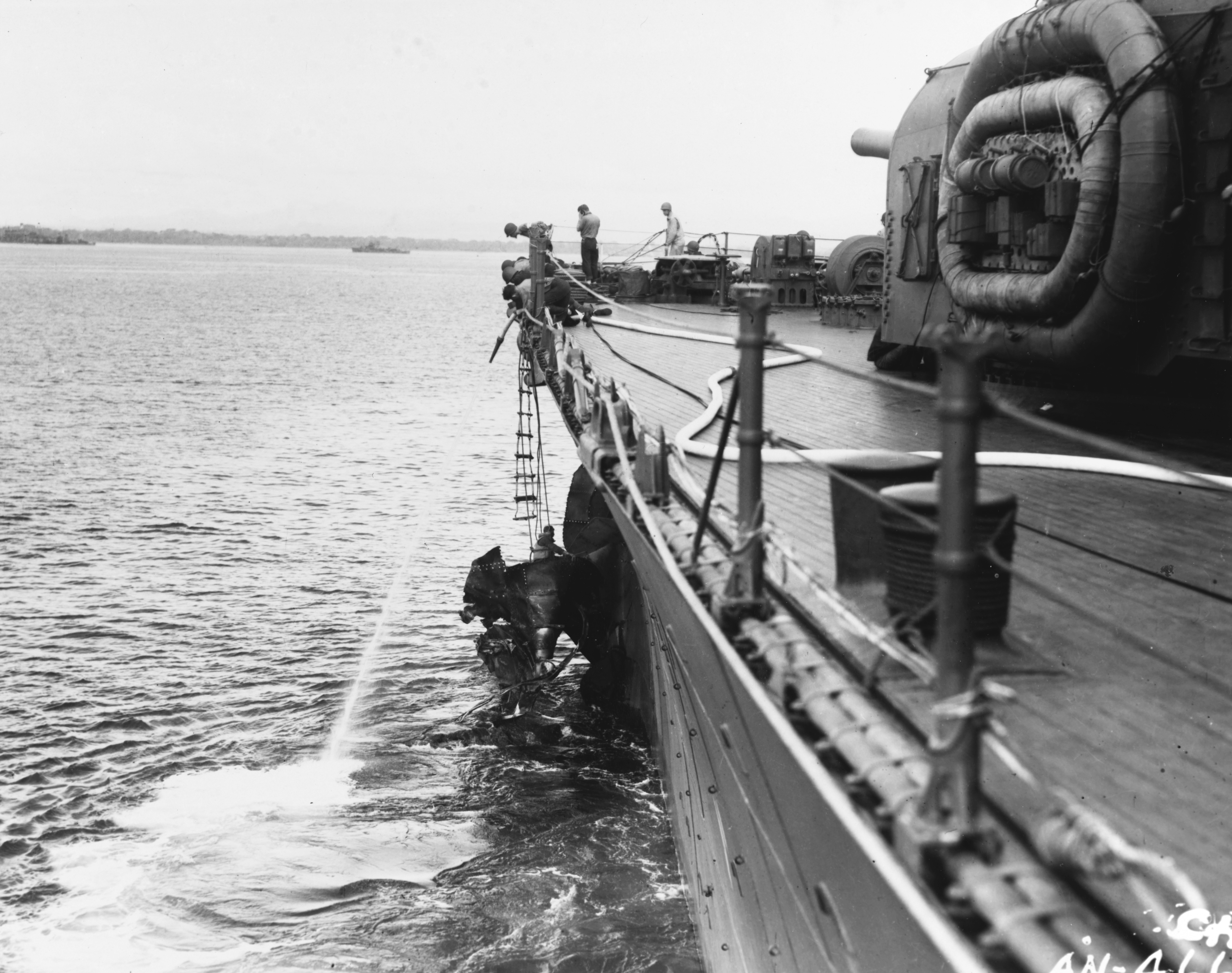
A USS Chicago (CA-29) amerikai nehézcirkáló japán torpedó okozta sérülése a savo-szigeti csatában.

## Következmények
Az ütközet katasztrofális eredménnyel végződött a szövetségesek számára. Négy nehézcirkálójuk elsüllyedt, egy pedig súlyosan megsérült. A japánoknak viszont nem sikerült fő tervüket végrehajtani, mivel nem tudtak megsemmisíteni egyetlen szállítóhajót sem. Habár a Savo-szigeteki amerikai flotta megsemmisült, Mikava tengernagy, attól tartva, hogy a közelben repülőgéphordozók vannak, nem folytatta az akciót.

## Szövetséges hadihajók

### Amerikai hadihajók

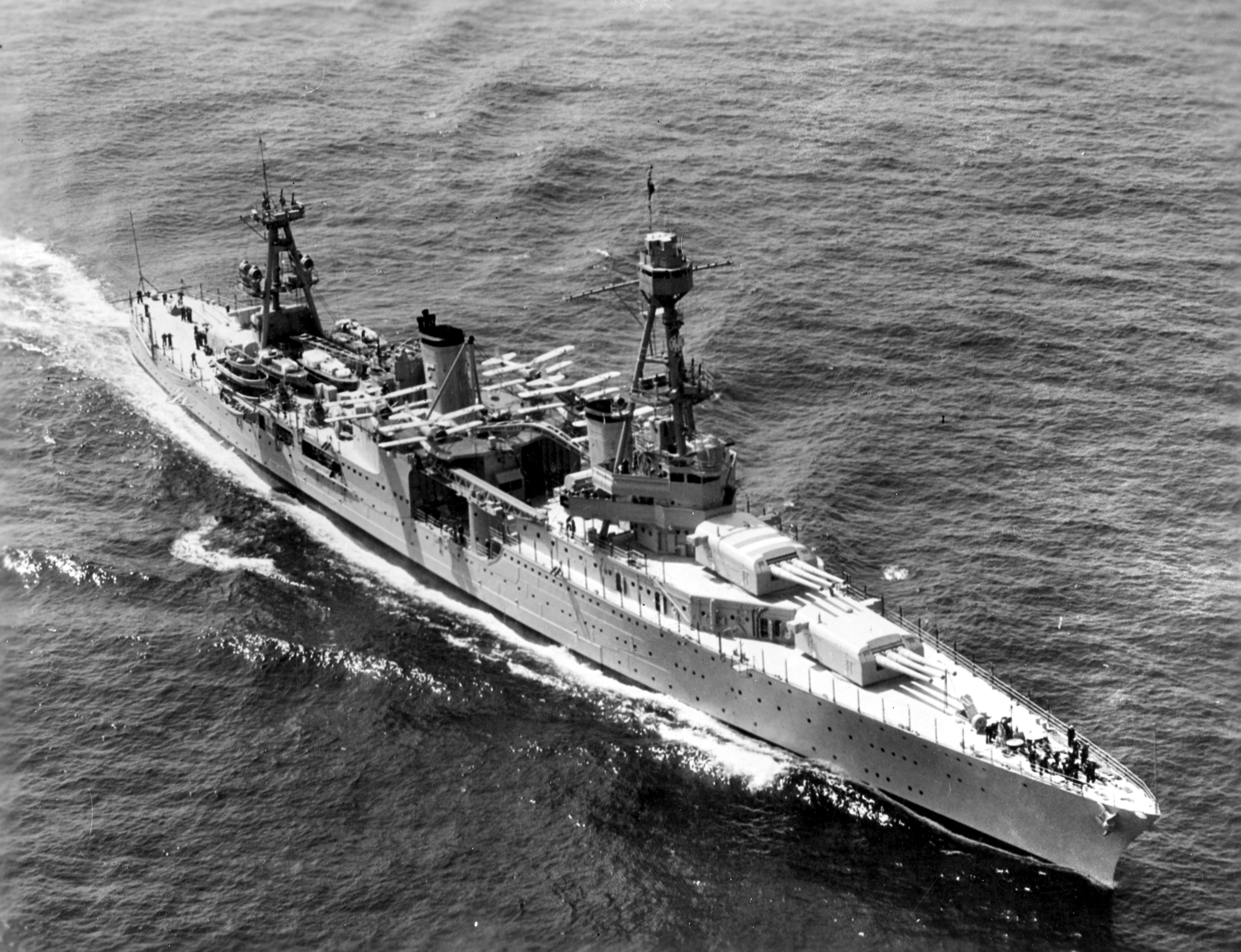
A 9300 tonnás Northampton osztályú USS Chicago (CA-29) amerikai nehézcirkáló. Fő fegyverzet: 9 x 203 mm ágyú.
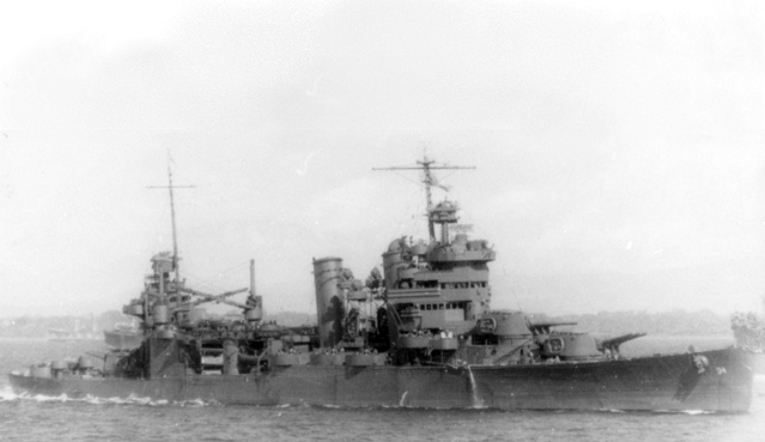
A 10 100 tonnás New Orleans osztályú USS Astoria (CA-34) amerikai nehézcirkáló. Fő fegyverzet: 9 x 203 mm ágyú.
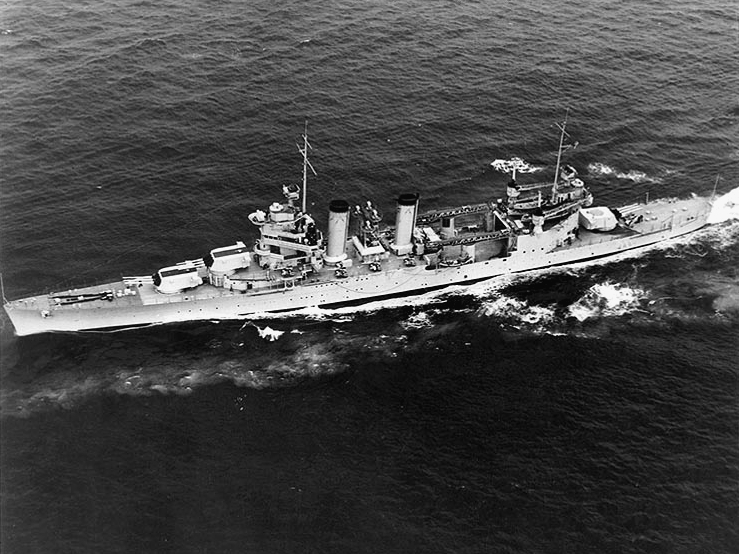
A 10 100 tonnás New Oleans osztályú USS Quincy (CA-39) nehézcirkáló 1940-ben.
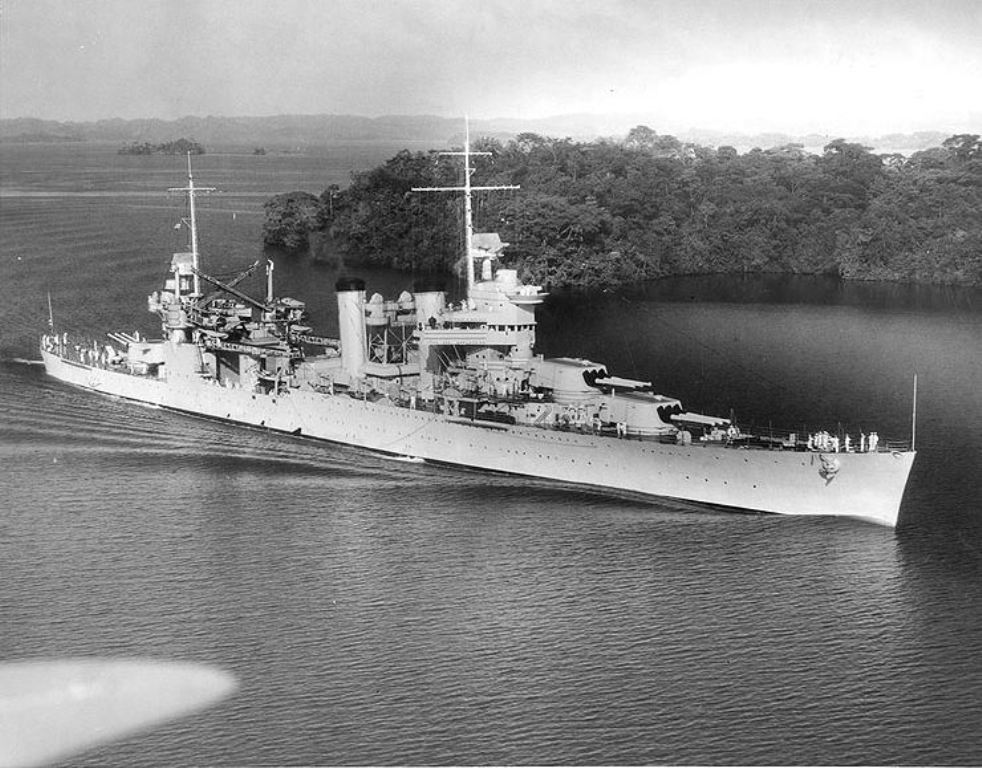
A 10 100 tonnás New Orleans osztályú USS Vincennes (CA-44) nehézcirkáló 1938-ban.
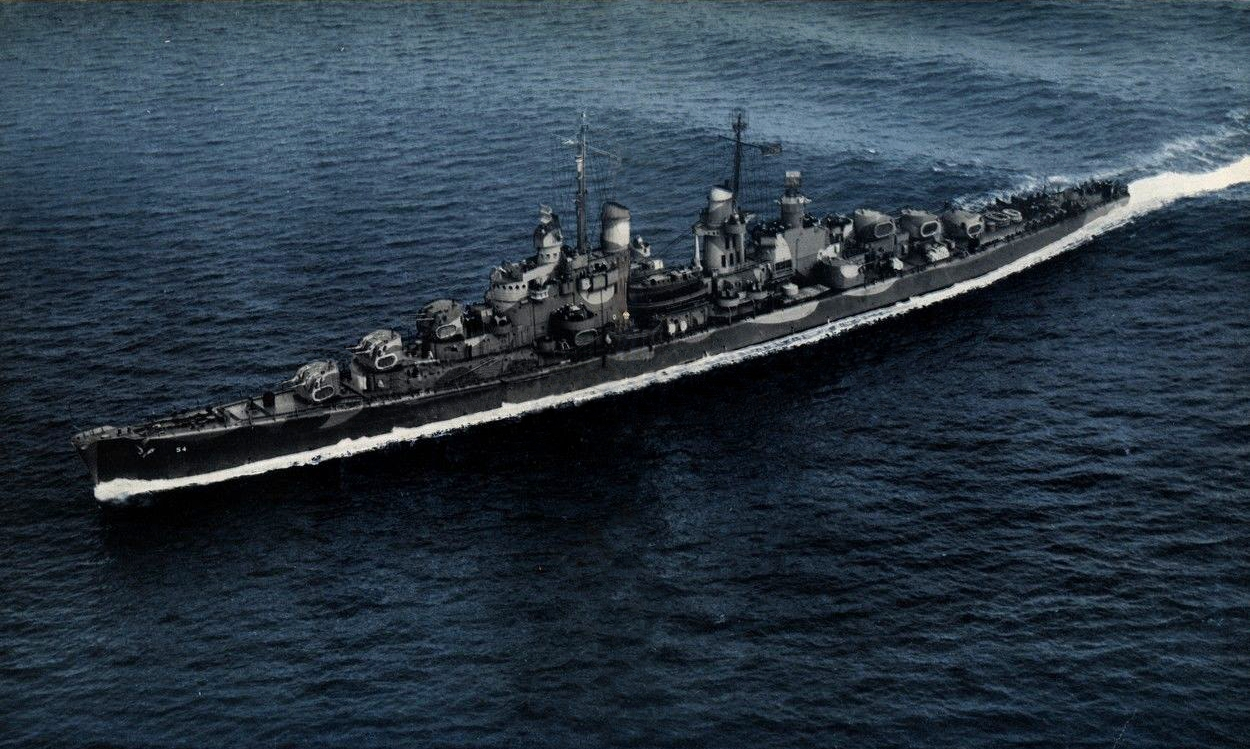
A 6590 tonnás, Atlanta osztályú USS San Juan (CL-54) légvédelmi könnyűcirkáló, fő fegyverzet 16 x 127 mm ágyú.
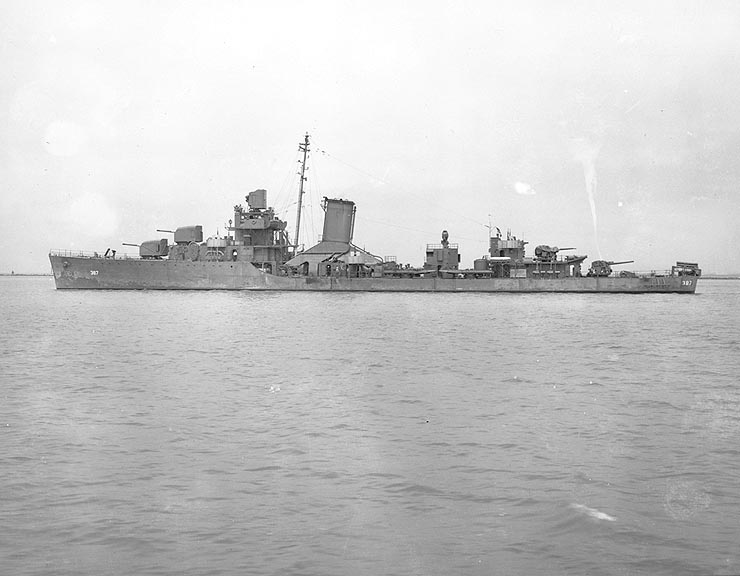
Az 1646 tonnás Bagley osztályú USS Blue (DD-387) amerikai romboló.
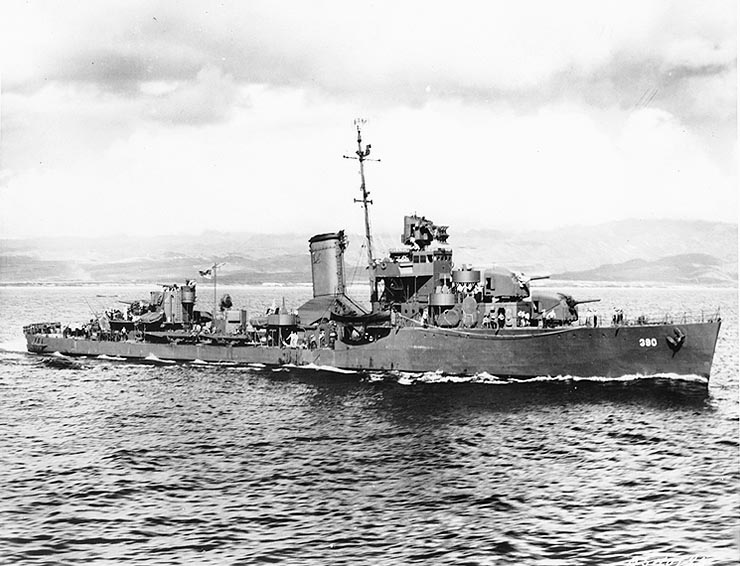
A Bagley osztályú USS Ralph Talbot (DD-390) romboló.

### Ausztrál hadihajók

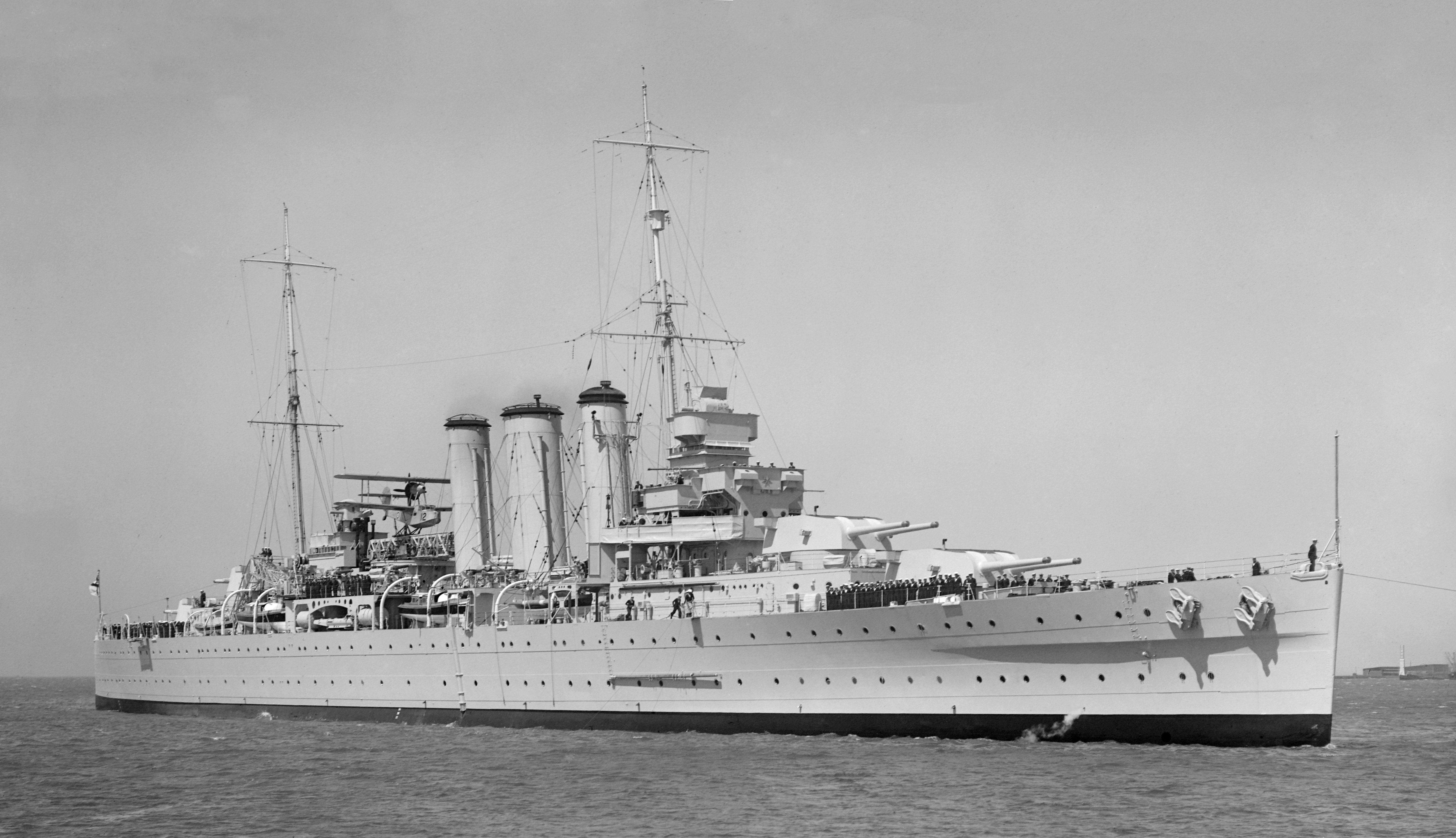
A szövetséges kötelék zászlóshajója, a 10 900 tonnás HMAS Australia nehézcirkáló, fő fegyverzet: 8 x 203 mm ágyú.
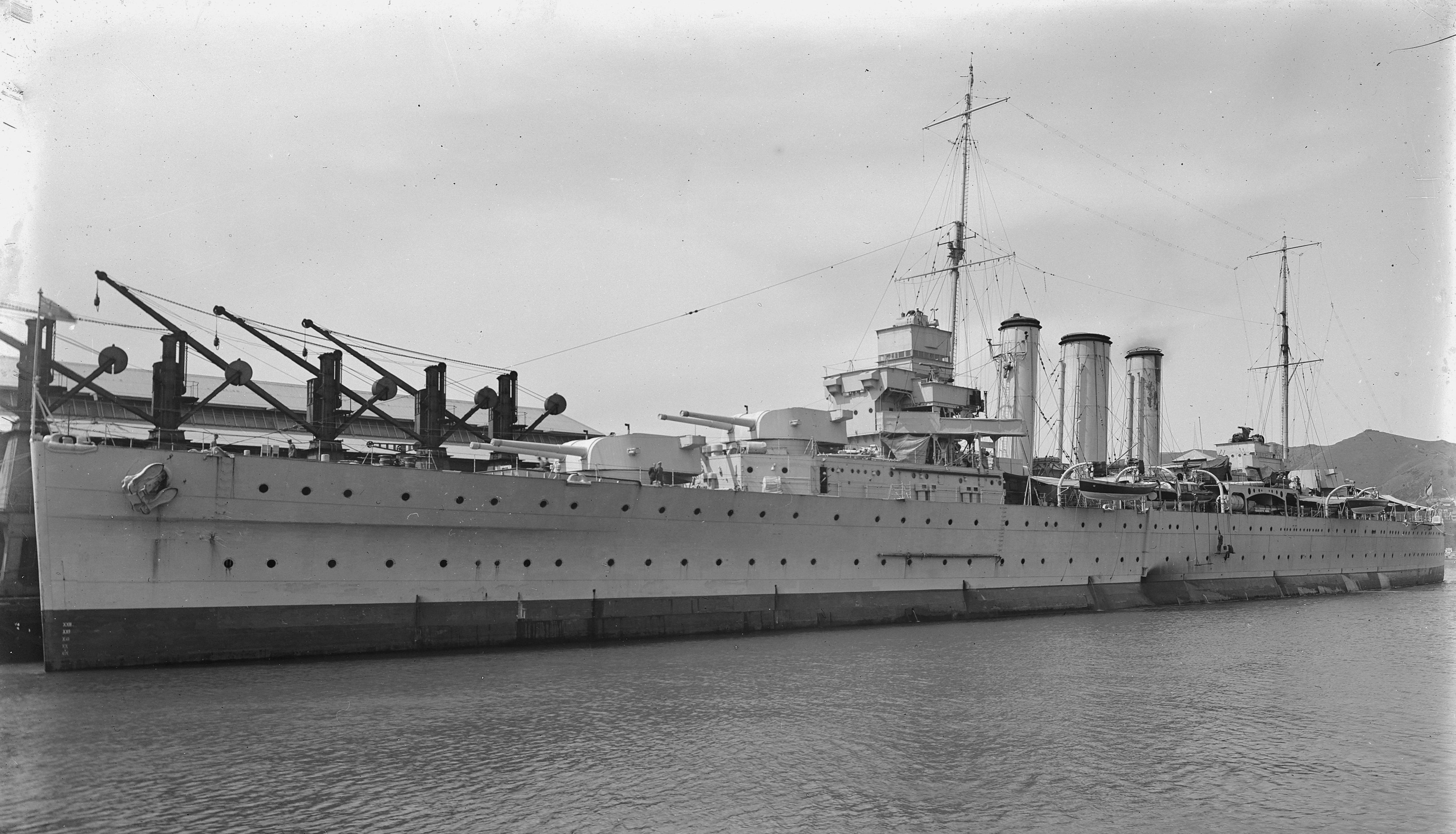
A 10 900 tonnás  ausztrál HMAS Canberra nehézcirkáló, fő fegyverzet: 8 x 203 mm ágyú.
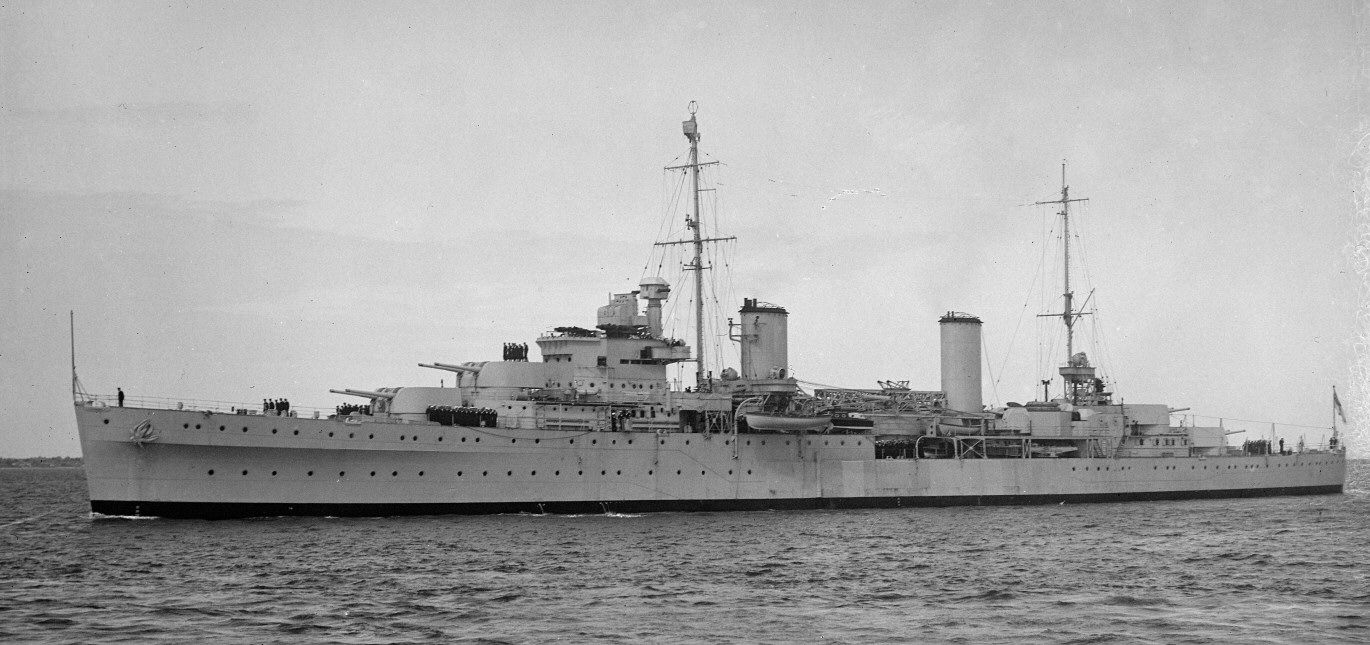
A 7105 tonnás ausztrál HMAS Hobart könnyűcirkáló, fő fegyverzet: 8 x 152 mm ágyú.

## Japán hadihajók

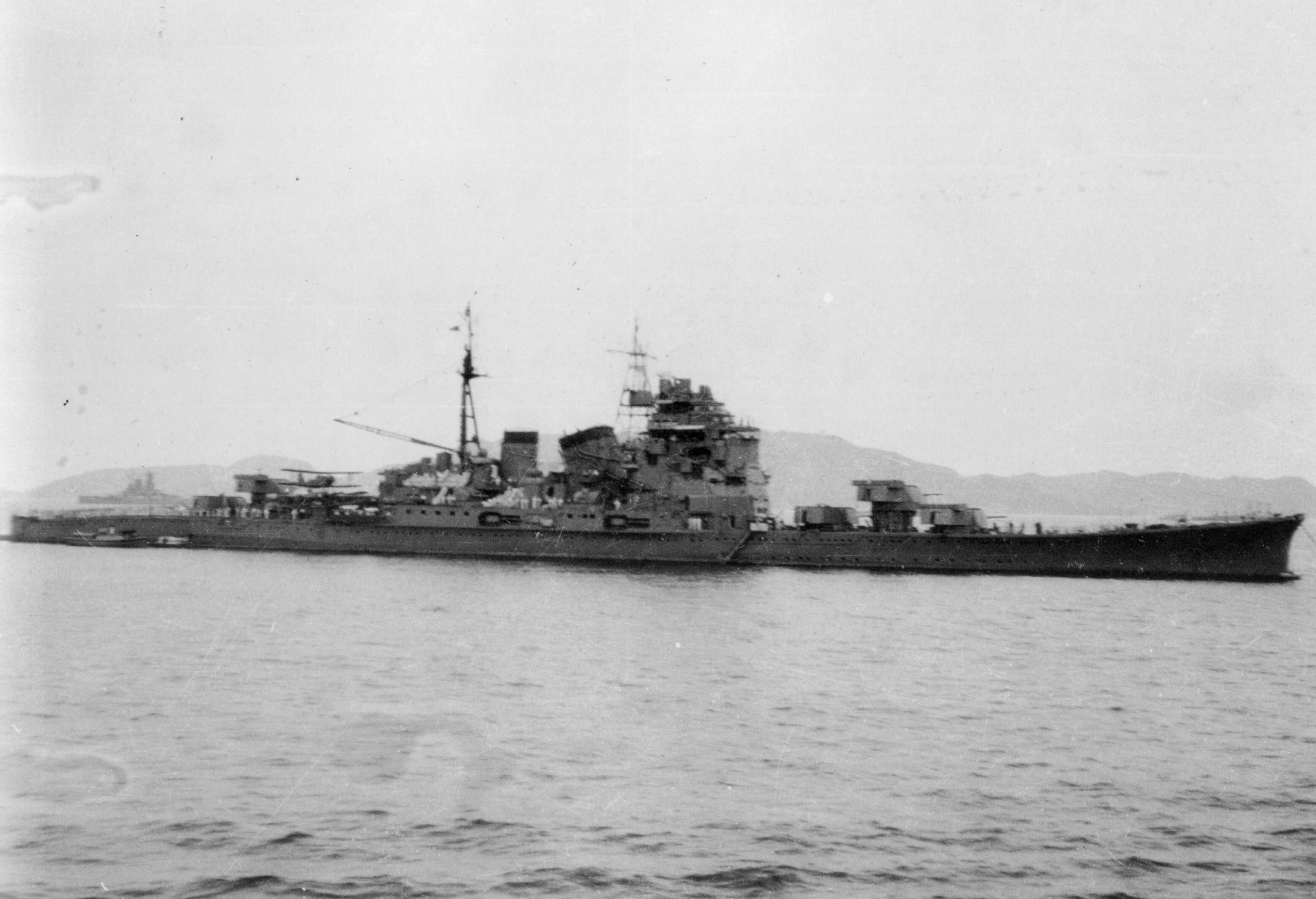
A 11 350 tonnás Takao osztályú japán Csokai nehézcirkáló 1942-ben, a háttérben a Jamato csatahajó látható. A típus fő fegyverzete: 10 x 203 mm ágyú.
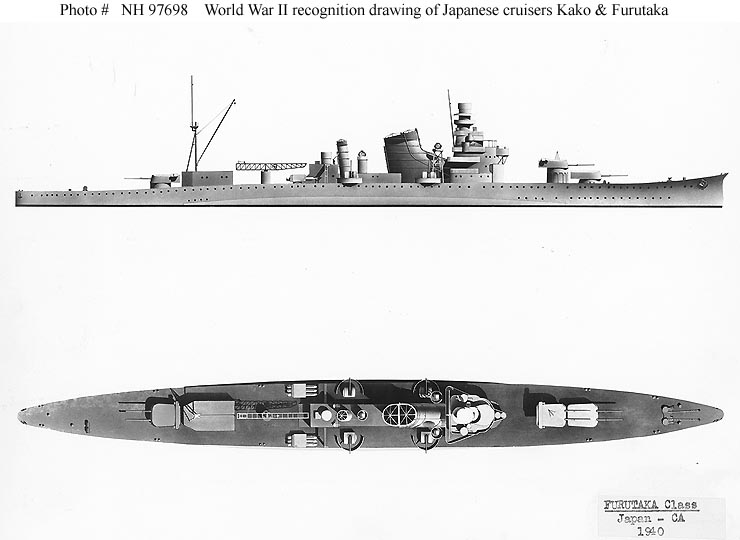
A 7100 tonnás Furutaka osztály egységei, a Furutaka és a Kako azonosítórajza amerikai haditengerészeti hírszerzés (Office of Naval Intelligence - ONI) típuskönyvéből. A típus fő fegyverzete: 6 x 203 mm ágyú.
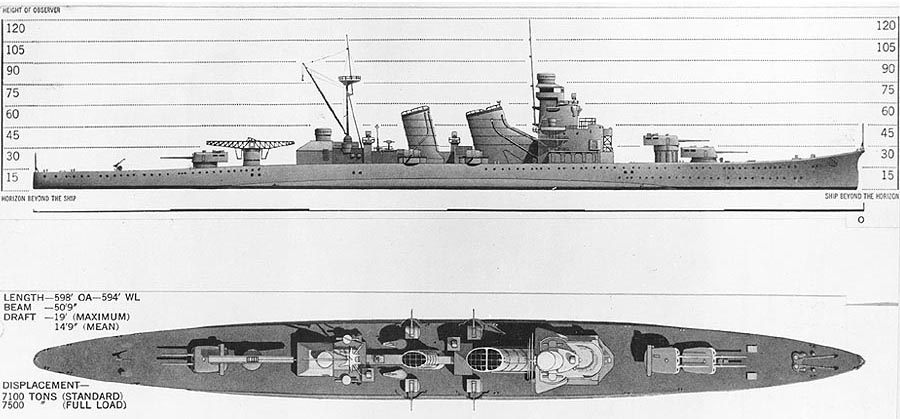
A 7100 tonnás Aoba osztály egységei, az Aoba és a Kinugasza azonosítórajza az amerikai haditengerészeti hírszerzés (ONI) típuskönyvéből.
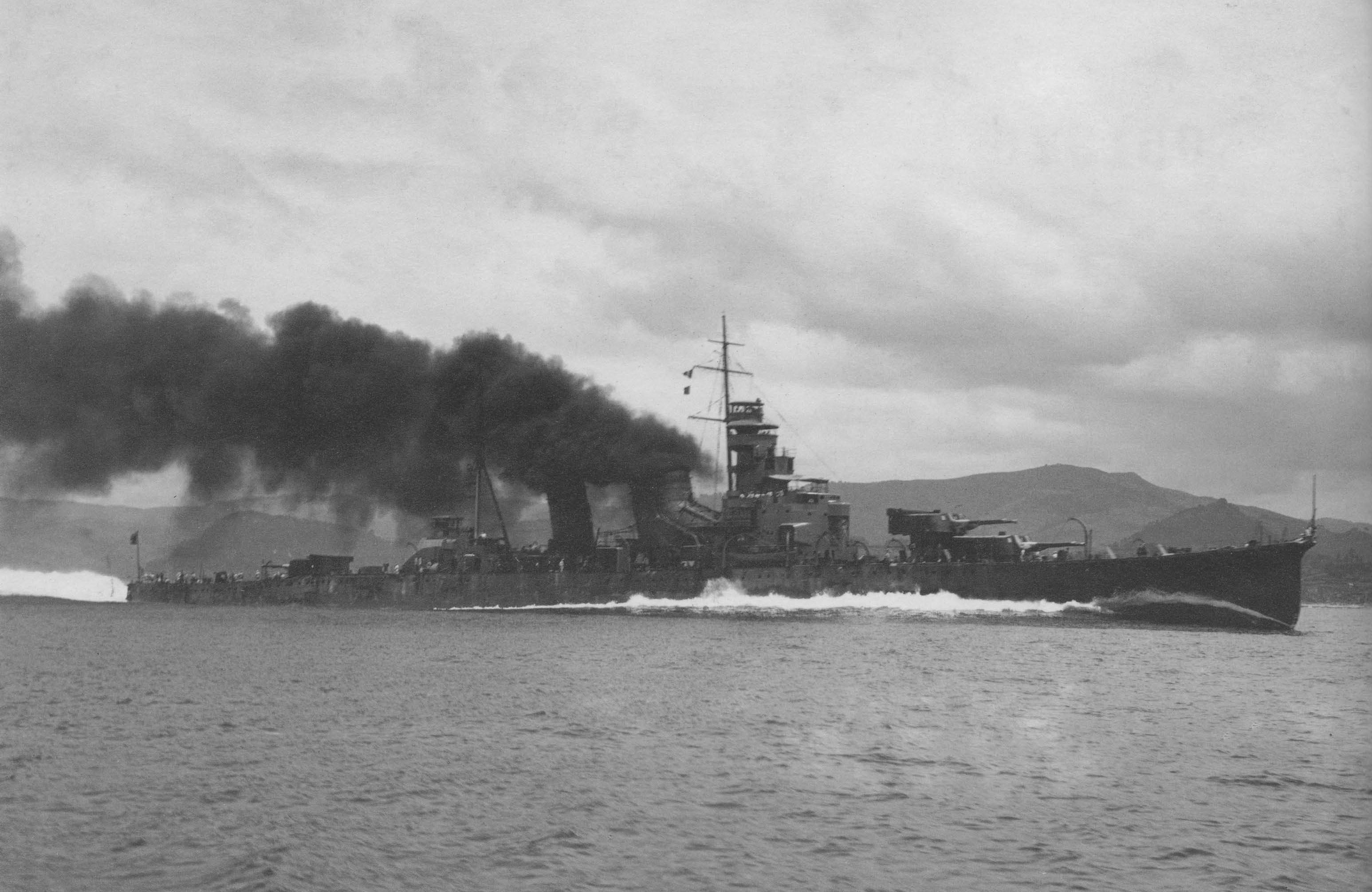
Az Aoba osztályú Aoba japán nehézcirkáló. Fő fegyverzet: 6 x 203 mm ágyú.
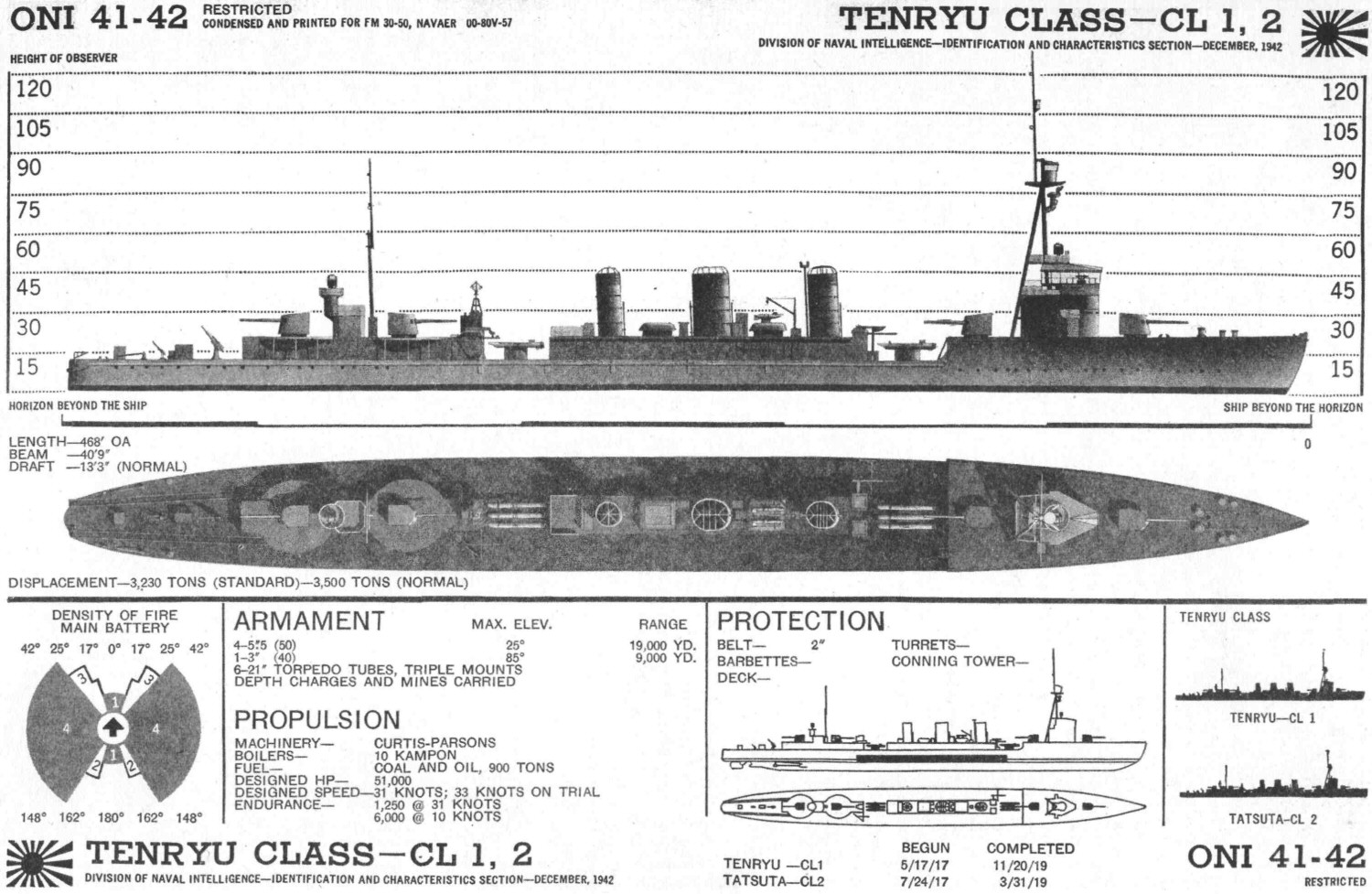
A 3948 tonnás kis méretű Tenriju osztályú könnyűcirkálók azonosítórajza az ONI típuskönyvéből. Fő fegyverzet: 4 x 140 mm. A savo-szigeti csatában a Tenriju vett részt.
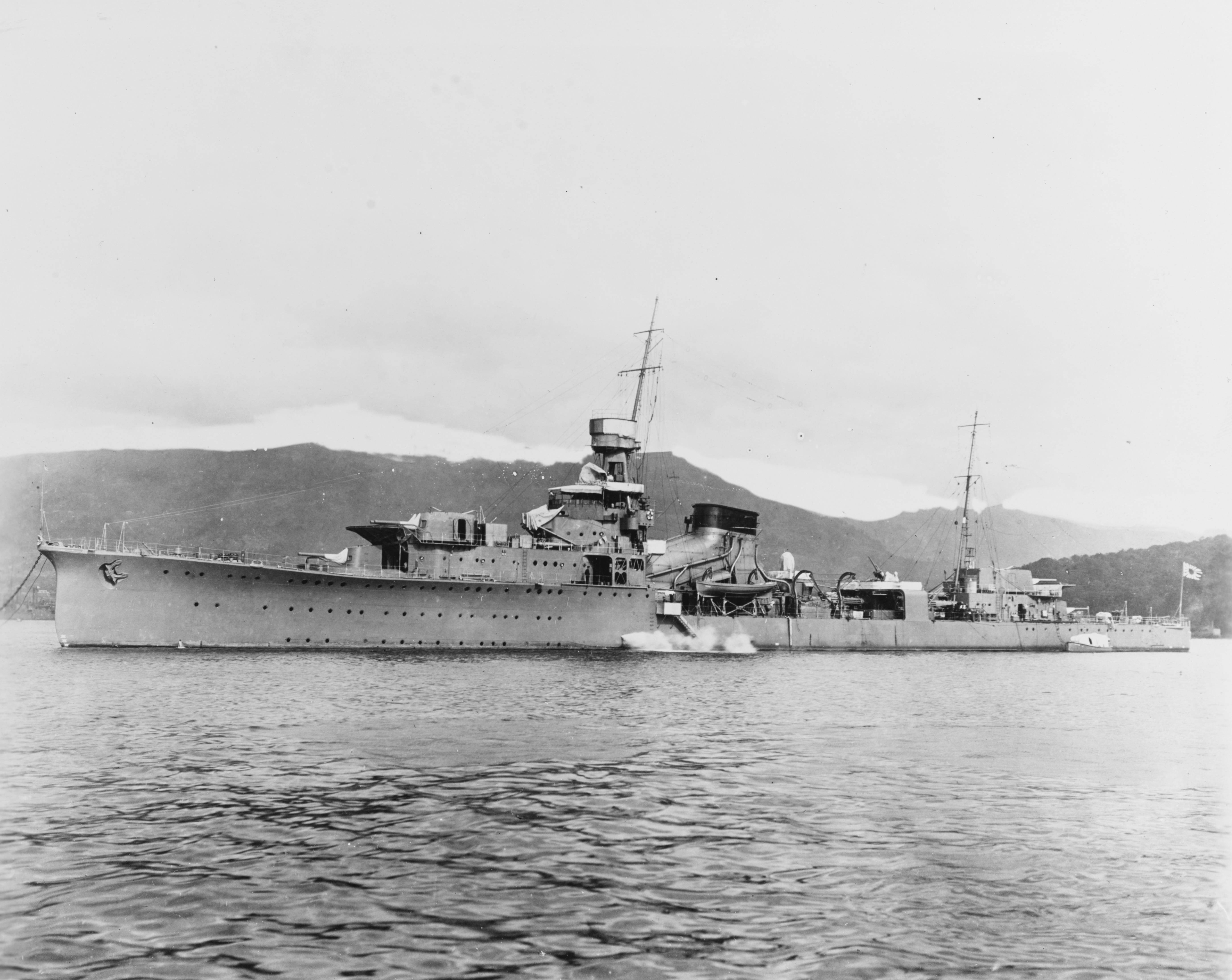
A 3387 tonnás kis méretű japán Jubari könnyűcirkáló. Fő fegyverzete: 6 x 140 mm ágyú.
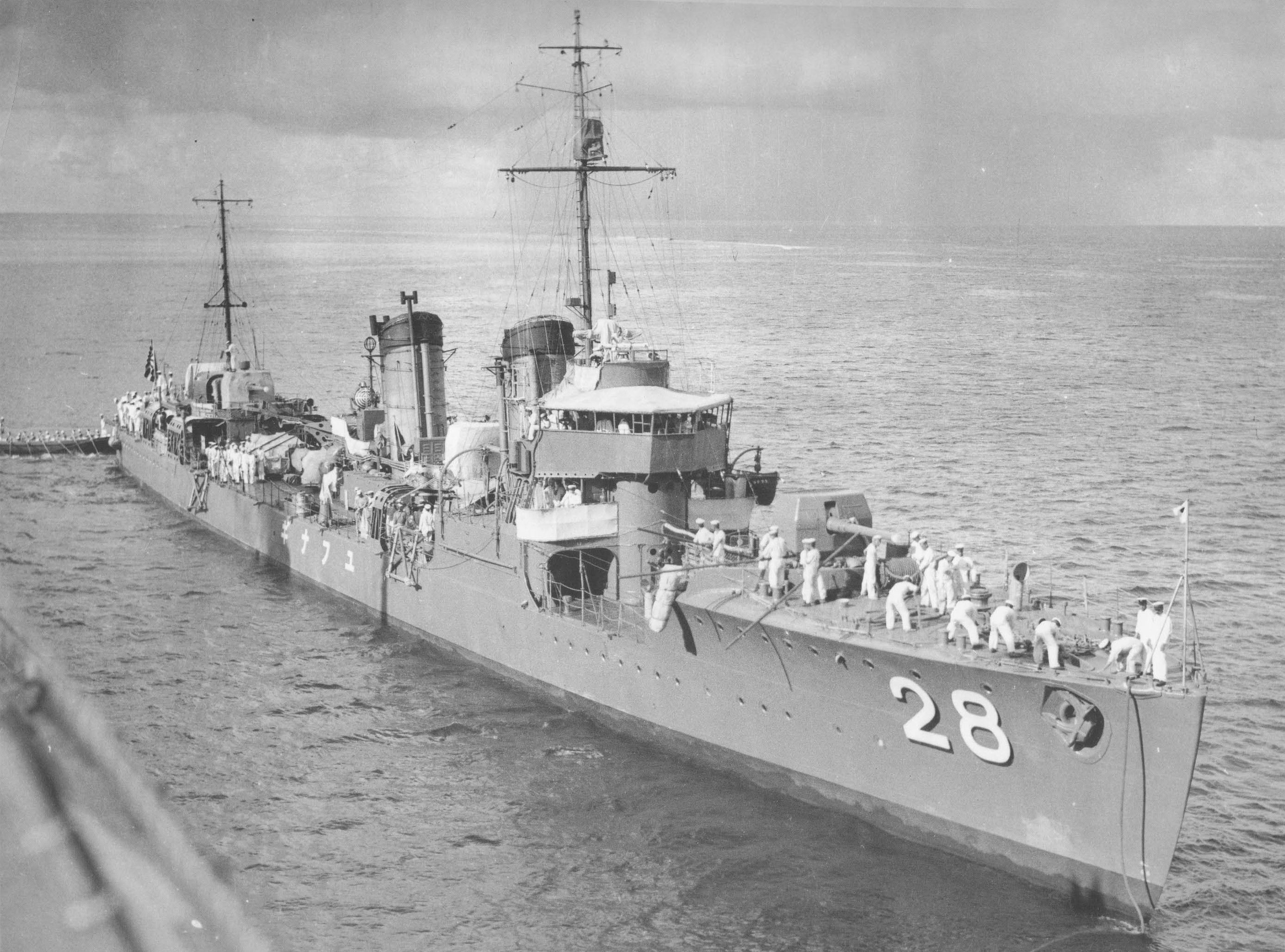
A Kamikaze osztályú, 1270 tonnás japán Junagi romboló 1936-ban.